# Zemský okres Eichstätt
Zemský okres Eichstätt (německy Landkreis Eichstätt) je nejsevernější zemský okres ve vládním obvodě Horní Bavorsko v Bavorsku.

## Geografie
Území zemského okresu Eichstätt zahrnuje v podstatě jižní Franské Alby s povodím Altmühlu.

## Města a obecní obvody
(počet obyvatel k 30.6.2007)
Města
- Eichstätt (13.889)
- Beilngries (8.683)

Města s tržním právem
- Altmannstein (6.818)
- Dollnstein (2.854)
- Gaimersheim (11.024)
- Kinding (2.467)
- Kipfenberg (5.668)
- Kösching (8.398)
- Mörnsheim (1.639)
- Nassenfels (1.846)
- Pförring (3.546)
- Titting (2.681)
- Wellheim (2.713)

Obecní obvody
- Adelschlag (2.769)
- Böhmfeld (1.648)
- Buxheim (3.507)
- Denkendorf (4.458)
- Egweil (1.057)
- Eitensheim (2.665)
- Großmehring (6.385)
- Hepberg (2.466)
- Hitzhofen (2.780)
- Lenting (4.762)
- Mindelstetten (1.640)
- Oberdolling (1.229)
- Pollenfeld (2.764)
- Schernfeld (3.041)
- Stammham (3.617)
- Walting (2.392)
- Wettstetten (4.742)